# 낮과 밤 (드라마)
《낮과 밤》은 2020년 11월 30일부터 2021년 1월 19일까지 방송된 tvN 월화 드라마이다.

## 기획 의도
현재 일어나는 미스터리한 사건들과 연관있는, 28년 전 한 마을에서 일어난 의문의 사건에 대한 비밀을 밝혀내는 예고 살인 추리극

## 제작진

### 제작사
- 김종학프로덕션
- 스토리바인픽쳐스

### 연출
- 김정현 : ( KBS 2TV 드라마 스페셜 《마지막 퍼즐》(연출), KBS 2TV 드라마 스페셜 《알젠타를 찾아서》(연출), KBS 2TV 월화 드라마 《저글러스》(연출), KBS 2TV 추석 특집 드라마 《옥란면옥》(연출), KBS 2TV 월화 드라마 《국민 여러분!》(연출) 연출 )

### 극본
- 신유담 : ( SBS 특집 드라마 《고호의 별이 빛나는 밤에》(극본) 집필 )

## 등장 인물

### 주요인물
- 남궁민 : 도정우 역(아역: 오한결) - 서울지방경찰청 특수팀 팀장. 하얀밤 마을 113번 아이. 경찰대 수석졸업 출신으로 재학중 사시, 행시, 외시에 패스한 이력이 있다.
- 김설현 : 공혜원 역 - 서울지방경찰청 특수팀 소속 경위. 본래 교통계 소속이었으나, 하얀밤 마을의 인체실험을 주도한 공일도 연구소장의 딸이라는 사실을 이미 인지한 도정우의 스카우트를 받고 특수팀 소속이 되었다
- 이청아 : 제이미 레이튼 역(아역: 권예은) - FBI출신 범죄심리전문가. 하얀밤 마을 112번 아이로 도정우의 쌍둥이 동생. 본명 김지희 (13, 15회)
- 윤선우 : 문재웅 역(아역: 장선율) - MODU 소속 해커. 하얀밤 마을의 157번 아이로 해리성 정체감 장애를 가지고 있으며, 연약한 인격과 사이코패스 두 가지 인격을 가지고 있는 다중인격자이다.

### 정우 주변인물
- 우현 : 정순구 역 - 순정LP 사장. 도정우를 보살피고 다른 이름으로 살게 해줄 수 있게 도와준 은인이자 의부. LP판매는 외부적으로 보여지는 모습이며 마약 제조업이 본업. 도정우 사탕도 여기서 만들어진다.
- 정대로 : 백현수 역 - 약팔이, 마약 빼고 세상 모든 약을 취급한다. 사실 할머니의 치료를 위해 약을 팔고 있다. 도정우의 도움으로 할머니가 수술을 받을 수 있게 되었지만, 약을 사러 온 오경민에 의해 벽돌로 머리를 맞고 사망한다.

### 혜원 주변인물
- 김창완 : 공일도 역 - 백야 바이오테크 연구소 소장, 혜원의 아버지. 어린 도정우가 만든 공식의 일부를 이용해 당시 연구를 진행시켰던 각하가 영생에 가까운 삶을 살 수 있게 했다.
- 조경숙 : 혜원 母 역 - 일에 빠져서 집에 들어오지 않는 두 공씨가 늘 불만이지만 그래도 그럭저럭 화목한 가정을 꾸리고 있는 것에 만족하고 있다. 남은 여생, 남편과 혜원이 행복하게 사는 것을 보는 것이 가장 큰 낙이다.

### 재웅 주변인물
- 장혁진 : 장용식 역 - MODU CEO. 하얀밤 마을에서 허드렛일을 하다 문재웅과 함께 하얀밤 마을에서 도망친 사람 중 한 명. 문재웅이 몰래 약을 탄 술을 건네 마시고 독살 되고 만다.

### 방송국 사람들
- 윤경호 : 이지욱 역 - XVN 방송국 기자, 대한민국 넘버 원 방송 기자.
- 김기남 : 노PD 역 - XVN 보도국PD.

### 특수팀 사람들
- 김원해 : 황병철 역 - 서울지방경찰청 차장.
- 백지원 : 이택조 역 - 서울지방경찰청 정보관리부장.
- 최대철 : 윤석필 역 - 서울지방경찰청 특수팀 형사. 유능한 해커.
- 이신영 : 장지완 역 - 서울지방경찰청 특수팀 소속, 잘 생기고 몸 좋고 인상 좋은, 요즘 각광 받는 대형견 스타일. 서울 한강 병원장 이병선의 혼외 자식 (12회)
- 강래연 : 민유라 역 - 국립과학수사연구원 부검의. 항상 사체와 같이 있다보니 몸에서 사체 냄새가 떨어지지 않는다. 다만 해당 부서에서는 꽤나 유능한 자원인듯 하다.

### 백야재단 관계자
- 김태우 : 오정환 역 - 현 대통령 비서 실장, 백야 생명공학 연구소 초대 설립자이자 백야 재단 연구에 초석을 닦았던 유권 준장의 사위, 실질적 백야 재단의 실세인 각하 (14, 15회)
- 유하준 : 김민재 역 - 전 원광파 조직 두목, 현 오정환의 수행원, 28년 전 하얀밤 마을 참사에서 살아남은 유일한 생존자들 중 한 명. 하얀밤 마을의 99번 아이
- 최진호 : 손민호 역 - 전 하얀 밤 마을의 지도자, 전형적인 기회주의자.
- 안시하 : 조현희 역 - 전 하얀밤 마을 연구 책임자, 현 백야 재단 비밀 실험 주도자. 도정우-제이미 쌍둥이 남매의 어머니. 28년 전, 도정우의 공식으로 실험을 하여 지금껏 그대로의 젊음을 유지하고 있다.(15회)

### 그 외 인물
- 조혜원 : 선글녀 역 - 이지욱 기자의 정보원. 사실은 도정우의 정보원으로 도정우가 손수 그린 몽타주 만으로 제이미 레이튼 박사를 찾아낸다.
- 윤형민
- 곽희주 : 김영준 역 - 일광고등학교 2학년. 첫 번째 예고 살인 희생자. 같은 학교의 후배를 강간 하는 도중에 살인했지만, 로펌 대표의 아들답게 심신미약이 인정되어 집행유예로 풀려나나 공사 현장에서 친구들과 놀던 중 자각몽으로 투신자살한다.
- 미상 : 박규태 역 - 54세. 두 번째 예고 살인 희생자. 만해그룹 전무. 사이코패스에 가까운 극악무도한 인물로 사람을 폭행하는 걸 즐긴다. 문재웅이 유도한 자각몽으로 맹견 우리에 들어가다 흥분한 사냥 개들에게 물려 죽는다.
- 미상 : 백승재 역 - 32세. 세 번째 예고 살인 희생자. 유흥 사업 투자셀럽. 풀파티 도중 자각몽으로 물에 뛰어들어 익사 한다. 이 파티에서 백승재의 친구인 이태수는 여러 여자들과 마약을 즐긴 상태였다.
- 주석태 : 최용석 역 - 45세. 고성대학교 교수. 네 번째 예고 살인 희생자. 사망 당일 주변의 만류는 아랑곳하지 않고 자각몽에 의해 기차에 뛰어들어 사망한다.
- 이주원 : 남우천 역 - 다섯 번째 예고 살인 희생자. 손민호의 개인 변호사. 손민호의 일거수 일투족을 모두 낱낱이 알고 있으며 손민호가 집안에 들이는 몇 안되는 측근.
- 미상 : 이병선 역 - 서울 한강병원장. 백야재단 이사. 이지욱 기자에게 도착한 다른 영상으로 끝나지 않은 예고 살인의 다음 희생자임이 밝혀진다. 자해 후 발견되어 치료를 받았으나 결국 사망하였다.
- 신재휘 : 이태수 역 - 백야 재단 이사이자 서울 한강병원장 이병선의 아들. 문재웅에게 자각몽 치료를 받고 투신자살한다.
- 신이안 : 오경민 역 - 오정환의 아들. 마약 중독자이며 백현수가 약을 판매하지 않고 자신을 비꼬자 눈이 돌아 벽돌로 머리를 가격한다. 여섯 번째 예고 살인의 희생자로 지목되었으나, 예고장 해석으로 위치를 파악한 특수팀이 목숨을 구한다.
- 이칸희 : 서울 한강병원장 이병선의 아내 역 - 백야 재단 이사. 오정환의 명을 받아 생체실험에 쓸 아이들을 연구소에 조달하는 것으로 보인다.
- 신서우

### 특별출연
- 양동근 : 유치장 수감자 역
- 재재 : 식당 종업원 역

## 시청률
최저 시청률과 최고 시청률은 시청률 조사회사와 지역별로 시청률에 차이가 있을 수 있습니다.
| 2020년      | 2020년      | 2020년         | 2020년       |
| 회차        | 방송일      | AGB 시청률     | AGB 시청률   |
| 회차        | 방송일      | 대한민국(전국) | 서울(수도권) |
| ----------- | ----------- | -------------- | ------------ |
| 제1회       | 11월 30일   | 4.704%         | 5.422%       |
| 제2회       | 12월 1일    | 4.475%         | 4.971%       |
| 제3회       | 12월 7일    | 4.012%         | 4.485%       |
| 제4회       | 12월 8일    | 4.281%         | 4.847%       |
| 제5회       | 12월 14일   | 3.921%         | 4.568%       |
| 제6회       | 12월 15일   | 4.384%         | 5.089%       |
| 제7회       | 12월 21일   | 3.451%         | 3.929%       |
| 제8회       | 12월 22일   | 4.103%         | 4.598%       |
| 제9회       | 12월 28일   | 4.111%         | 4.462%       |
| 제10회      | 12월 29일   | 4.391%         | 5.043%       |
| 2021년      |             |                |              |
| 제11회      | 1월 4일     | 4.790%         | 5.474%       |
| 제12회      | 1월 5일     | 4.623%         | 5.360%       |
| 제13회      | 1월 11일    | 4.795%         | 5.002%       |
| 제14회      | 1월 12일    | 5.036%         | 5.647%       |
| 제15회      | 1월 18일    | 5.397%         | 6.067%       |
| 제16회      | 1월 19일    | 6.214%         | 6.764%       |
| 평균 시청률 | 평균 시청률 | 4.543%         | 5.108%       |

## 같이 보기
- 대한민국의 텔레비전 드라마 목록 (ㄴ)
- 2020년 대한민국의 텔레비전 드라마 목록

## 참고사항
- 남궁민, 윤선우는 같은 소속사 출신의 배우이기 이전에 SBS 금토 드라마 《스토브리그》에 이어서 이번 작품을 계기로 두 번째로 호흡을 맞추는 계기가 되었다.